# レウクトラの戦い
レウクトラの戦い（レウクトラのたたかい、英: Battle of Leuctra）は、紀元前371年にエパメイノンダスに率いられたテーバイを中心とするボイオティア軍が、当時ギリシア最強を謳われたスパルタを中核とするペロポネソス同盟の軍勢を破って、テーバイが古代ギリシアの覇権を握る契機となった戦いである。

## 背景
ペロポネソス戦争に勝利したスパルタは、他のポリスに対してスパルタ主導の寡頭政を強制導入し、全ギリシアを支配していた。スパルタに征服されることを恐れたペルシアから資金援助され、アテナイを始めとするギリシア連合軍がスパルタに立ち向かったが（コリントス戦争）、強大な陸軍力に支えられたスパルタの覇権は揺らぐことはなかった。これに対抗すべく、テーバイのエパメイノンダスとペロピダスが立ち上がり、テーバイをスパルタに並ぶ強国にするために中部ギリシア（ボイオティア地方）の統一を急いだ。スパルタはテーバイの野望を打ち砕くために、懲罰の名目でペロポネソス同盟軍をボイオティア地方へと派遣した。ペロポネソス同盟軍とボイオティア同盟軍はテーバイ近郊のレウクトラで対峙し、テーバイはこの一戦は絶対に負けられないとして、士気を大いに高めた。

## 両軍の戦力

### ボイオティア同盟軍
| 重装歩兵: | 6,000名 |
| 騎兵:     | 600名   |
| 神聖隊:   | 300名   |
| 合計      | 6,900名 |

テーバイの「神聖隊」は同性愛者によって構成されており、愛する者と共に戦うことで士気が高まり十分に力を発揮することを期待されていた精鋭部隊である。国費によって生活を保証されていた彼らは、常日頃から訓練に励むことができ、その実力はスパルタに次ぎギリシア最強と謳われていた。

### ペロポネソス同盟軍
| 重装歩兵（他ポリス）:         | 8,200名  |
| 重装歩兵（スパルタの奴隷軍）: | 1,100名  |
| 騎兵:                         | 1,000名  |
| 重装歩兵（スパルタ市民）:     | 700名    |
| 合計                          | 11,000名 |

このように、ペロポネソス同盟軍は数ではボイオティア同盟軍に勝っていたものの、精鋭となるスパルタ重装歩兵は700名と少なかった。これは、当時のスパルタは人口減少と富の増大による平等精神の崩壊により、スパルタの戦士共同体が弱体化していたからである。スパルタ軍の少なさはボイオティア同盟軍にも伝わっており、エパメイノンダスはそこに目を付けた。

## 戦いの経過
ボイオティア軍を率いるエパメイノンダスは、当時のギリシアにおいて常識的だった右翼を最強にという配置方法に反して、自軍の左翼に兵を集中させた。その厚みは50列もあり、対するスパルタ軍の厚みは12列であった。この配置はペロポネソス同盟軍の最右翼に位置し、また同軍の中核でもあるスパルタ軍を重点的な目標としたものだった。少数精鋭であるスパルタ軍を集中的に叩き、戦列の厚さで強引に突破する作戦であった。他方で左翼に戦力を集中させたことから中央・右翼の戦列は薄弱なものとなったため、これらの集団は行進速度を左翼と比べて遅くし、敵との接触を遅らせる措置を取った。結果戦闘開始後は戦列が左翼を先頭に斜めに伸びることから、この陣形は斜線陣（「梯形陣」と呼ばれることも）と称されている。
戦闘開始後、まず双方の騎兵同士がお互いの主力（ボイオティア左翼、ペロポネソス右翼）の前で衝突するが、これはペロポネソス騎兵の自軍戦列に向かっての敗走とそれによる戦列の混乱という結果を招いた。それでもスパルタ軍は隊列を維持し、更にテーバイ軍への側面攻撃を行うために包囲隊形（半月陣）へと徐々に変化させていった。ペロピダスはスパルタが半月陣を展開しようとしているのを見て、それを防ぐために神聖隊と共に突撃した。スパルタ軍は側面包囲を神聖隊によって阻まれたまま、分厚いテーバイ軍の戦列へと激突した。激しい戦いが繰り広げられた。初めのうちはスパルタ軍が優勢であったが、敵戦列の分厚さに次第に劣勢となり、最終的にはボイオティア軍左翼集団の戦列の厚みに押し潰される形で敗走した。このスパルタ軍の敗走によりペロポネソス同盟軍の中央・左翼は後退を開始し、ボイオティア軍の勝利が確定した。この戦いでペロポネソス同盟軍を率いたスパルタ王クレオンブロトス1世は敗死した。

## 戦いの影響
敗北後、まだ戦力のあったペロポネソス同盟軍は再戦しようとするが、スパルタ王の遺体をこのまま野晒しにしておくのは耐えがたいとして、休戦協定を結んだ。この戦いによってスパルタの覇権は大いに揺らぐことになり、ボイオティア同盟軍はペロポネソス半島へと侵攻した。そこで、今まで侵攻されたことが一度もなかったスパルタの地ラコニアへと足を踏み入れ、スパルタの隷属地であるメッセニアを解放し、スパルタの経済に大打撃を与えた。ペロポネソス同盟は解体されたが、テーバイがペロポネソス半島を支配することはできず、スパルタはアテーナイと対テーバイ同盟を結び、再び立ちはだかった。そして、マンティネイアの戦いが勃発することとなった。

## 題材とした作品
ボードゲーム
- Mike Nagel 『Ancient Battles Deluxe』, Victory Point Games